# نزار قباني (مسلسل)
نزار قباني مسلسل سوري أنتج عام 2005 سيناريو كتبه قمر الزمان علوش استنادا على السيرة الذاتية للشاعر السوري الكبير نزار قباني من إخراج باسل الخطيب وإنتاج شركة الشرق السورية.
وأثار المسلسل جدلاً كبيراً في الرأي العام لعدم وجود أحد أهم حقبات حياته الفنان كاظم الساهر الذي لقبه نزار قباني بالقيصر.

## الممثلون
قام بدور نزار قباني في شبابه الممثل السوري تيم حسن، وأدى دوره في شيخوخته سلوم حداد، وشارك في العمل الفنان الكبير أسعد فضة وصباح الجزائري وقمر خلف ورنا أبيض وطلحت حمدي وتاج حيدر. قام بدور نزار قباني طفلا مجيد باسل الخطيب وقامت بغناء الشارة الفنانة السورية أصالة.